# A Modern Man
A Modern Man er en dansk dokumentarfilm fra 2017 instrueret af Eva Mulvad.

## Handling
”A Modern Man” er et portræt af det 21 århundredes tidstypiske tendenser skildret gennem den unge ambitiøse violinist Charlie Siem. Som violinist er han konstant på turné , samtidig arbejder han som model for flere af verdens førende modehuse. Denne kombination har fået magasiner til at udråbe Charlie som “rockstjerne” violinist, og et ungt publikum tropper op, når han fortolker Johannes Brahms eller Beethoven i koncertsale verden over.
Umiddelbart lyder det som det perfekte liv. Men bag den fotogene facade kæmper han en kamp for at skabe et liv, som både opfylder omverdens og hans egne forestillinger om succes og lykke. I Charlie´s optik er det altid det ultimative, der stræbes efter, både når han skal finde den smukkeste fortolkning af den klassiske musik, og når det handler om at få en ordentlig mixet drink. Men hvordan lever man det ultimative liv hele tiden?
Filmen er en eksistentiel rejse ind I en tid hvor vi alle er fanget af forsøget på at fremstille os selv som den lykkelige hovedperson i et succesfuldt liv. Filmen er en tilstandsrapport fra os - de frie og rige – som ser ud til at have det hele, men som stadig er på jagt efter mere.

## Medvirkende
- Charlie Siem